# Emanuelle autour du monde
Série Black Emanuelle
Black Emanuelle en Amérique
(1977) Emanuelle et les Derniers Cannibales
(1977)
Pour plus de détails, voir Fiche technique et Distribution.
Emanuelle autour du monde (Emanuelle - perché violenza alle donne)  est un film italien de Joe D'Amato, sorti en 1977.
Il s'agit du quatrième film de la série Emanuelle nera, et le troisième réalisé par Joe D'Amato. 
Le film a fait l'objet de deux versions, une soft et une seconde hard, avec des scènes pornographiques tournées par Marina Frajese et Rick Martino. Le film qui est considéré comme étant la suite  de  Emanuelle nera a été censuré à plusieurs occasions et a été saisi trois fois en cinq mois,.

## Synopsis
Mae Jordan, dite  Emanuelle, est une reporter-photographe métisse voyageant à travers le monde à la recherche de scoop pour la revue qui l'emploie.
Dans un hôtel, elle rencontre Cora Norman une collègue qui réalise un reportage sur la violence faite aux femmes et est victime d'une tentative de viol. C'est Malcolm Robertson, président de l'organisme d'aide au Tiers Monde, qui lui vient en aide mais les deux ne peuvent finaliser leur rencontre à cause d'emplois du temps incompatibles.
En effet, Emanuelle est envoyée par son directeur en Inde afin de rencontrer un gourou qui soutient d'avoir découvert le secret du coït infini. Emanuelle le teste sexuellement et se rend compte que l'affirmation du gourou n'est qu'un mensonge et l'abandonne en le ridiculisant. Toujours en Inde, Emanuelle fait la connaissance de Mary qui lui raconte une terrible histoire de violence faite aux femmes et avec laquelle elle a un rapport lesbien.
En accord avec Cora, Emanuelle se rend à Rome où sévit une bande qui enlève des femmes étrangères afin de les vendre au Moyen-Orient. Elle se fait passer pour une touriste et, avec deux amies de Mary, elle tombe dans un traquenard et finit par être enlevée par l'organisation.
D'autre part, Cora Norman est menacée, frappée violemment et violée par des individus louches qui lui conseillent d'abandonner son enquête. Emanuelle, qui entre deux voyages rencontre brièvement Robertson, se rend à Hong Kong avec Cora afin de rechercher Ilse Braun, un des chefs de l'organisation. 
Après diverses péripéties, Emanuelle et Cora finissent par découvrir l'endroit où se trouvent les femmes enlevées et, avec l'aide d'un jeune émir, provoquent l'arrestation du premier ministre, principal responsable de l'organisation.
De retour à New York, Emanuelle découvre qu'il y existe une organisation de traite des blanches où sont impliqués de gros bonnets de la politique. Habile dans l'utilisation de ses charmes, elle provoque l'arrestation des chefs et, finalement, s'éloigne sur un bateau de pêche en compagnie de Robertson.

## Fiche technique
- Titre français : Emanuelle autour du monde ou Black Emanuelle autour du monde ou Le Vice dans la peau[3]
- Titre original : Emanuelle - Perché violenza alle donne? 
Emanuelle Reportage 77.
- Réalisation :Joe D'Amato
- Scénario et histoire :Gianfranco Clerici, Joe D'Amato, Maria Pia Fusco
- Directeur de la photographie :Aristide Massaccesi
- Scénographe :Maurizio Dentici
- Montage :Vincenzo Tomassi
- Musique :Nico Fidenco
- Costumes :Ivana Scandariato
- Producteur :Fabrizio De Angelis
- Maison de production :Embassy Productions S.p.A.
- Distribution en Italie : Fida Cinematografica
- Genre : Film pornographique - film érotique
- Pays :  Italie
- Durée : 97 minutes (version italienne)
102 minutes (version hard)
- Date de sortie :
  -  Italie : 1977
  -  France : 29 décembre 1982

## Distribution
- Laura Gemser : Emanuelle
- Ivan Rassimov : Malcolm Robertson
- Karin Schubert : Cora Norman
- Don Powell : Jeff Davis
- George Eastman : le gouru
- Brigitte Petronio: Mary
- Marino Masè : premier ministre
- Al Thomas : eunuque
- Aristide Massaccesi : Caleb
- Marina Frajese : participante à l'orgie
- Rick Martino : participant à l'orgie

## Production

### Tournage
Le film a été tourné en Inde, à Rome, Hong Kong et New York.

### Diffusion
Le film est sorti aux États-Unis  sous le titre The Degradation of Emanuelle, au Royaume-Uni comme Confessions of Emanuelle, en France comme Black Emanuelle autour du monde et en Allemagne comme Emanuelle - Alle Lüste dieser Welt.